# Дом Гарриет Бичер-Стоу (Брансуик, Мэн)
Дом Гарриет Бичер-Стоу (англ. Harriet Beecher Stowe House) — историческое здание по адресу Федерал Стрит, 63 в городе Брансуик, штат Мэн, США.

## Описание
Здание, первоначально известное как дом Уитмора, снималось американской писательницей Гарриет Бичер-Стоу в период, когда её муж преподавал в близлежащем колледже Боудин. Именно здесь в 1850-52 гг. Бичер-Стоу написала свой знаменитый роман «Хижина дяди Тома».
Дом был построен в 1850, с 1962 входит в список важнейших достопримечательностей США, с 1966 — в Национальном реестре исторических мест. В настоящее время принадлежит колледжу Боудин и закрыт для публики.